# Rosalind Franklin
Rosalind Elsie Franklin (Londra, 25 luglio 1920 – Londra, 16 aprile 1958) è stata una chimica, biochimica e cristallografa britannica, il cui lavoro è stato fondamentale per la dimostrazione delle strutture molecolari del DNA e dell'RNA. Grazie alla Foto 51, scattata da Raymond Gosling, uno specializzando che lavorava sotto la sua supervisione, Watson e Crick poterono confermare il modello chimico della molecola del DNA da loro elaborato in modo autonomo.

## Biografia
Rosalind Franklin nacque a Kensington il 25 luglio 1920 e morì a Londra il 16 aprile 1958. È stata una chimica e cristallografa a raggi X che ha dato contributi fondamentali per la comprensione della struttura molecolare di DNA, RNA, virus, carbone e grafite. La scoperta della struttura del DNA ha aiutato gli scienziati a capire come funzionasse l'ereditarietà delle informazioni genetiche.
Franklin è meglio conosciuta per il suo lavoro sulle immagini di diffrazione a raggi X del DNA che ha portato alla scoperta della doppia elica del DNA. I suoi dati, secondo Francis Crick, sono stati effettivamente utilizzati per formulare l'ipotesi di Crick e James Dewey Watson nel 1953 riguardante la struttura del DNA. Inoltre, i suoi progetti inediti mostravano che aveva di fatto individuato la generale B-forma dell'elica del DNA. Tuttavia il suo lavoro è stato pubblicato terzo nella serie dei tre articoli Nature articles, preceduto da quelli di Watson e Crick, e il suo contributo appare come un sostegno alla loro tesi.
Per tali ricerche, Wilkins, Watson e Crick hanno ricevuto il premio Nobel, ma il lavoro della Franklin non ha avuto grandi riconoscimenti durante la sua vita. Dopo aver terminato la sua parte di lavoro del DNA, Franklin ha condotto un lavoro pionieristico sul virus del mosaico del tabacco e sul virus della poliomielite. Morì a 37 anni per le complicazioni derivanti da un cancro ovarico. Dopo la morte ha ricevuto molti riconoscimenti da grandi istituzioni scientifiche. 

### L'infanzia e gli studi
Rosalind Franklin nacque in un'Inghilterra edoardiana che, suddivisa in classi, collocava la gerarchia dei Franklin nella ricca borghesia composta da editori e banchieri. Secondogenita e unica figlia femmina, a fronte di altri tre figli maschi, di Ellis e Muriel Waley Franklin, Rosalind era parte di una famiglia, i Franklin, proveniente da una stirpe di studiosi e di capi ebrei, che rappresentava l'archetipo dell'ebreo integrato. Il padre Ellis lavorava alla Keyser, la banca di cui il nonno di Rosalind era uno dei soci anziani, e mandava avanti un'attività di beneficenza al Working Men's College. La madre Muriel, seguendo il marito nelle sue iniziative e nei frequenti viaggi per il mondo, gestiva gli affari di casa. La sua infanzia trascorse in modo ben organizzato tra la scuola, il parco, gli animali da compagnia, le festività, le giornate di attività fisica e i fine settimana in campagna nella casa del nonno.
Nel 1929 tutto cambiò: stava per arrivare un nuovo fratellino e Rosalind fu mandata in collegio all'età di nove anni, poiché si ritenne che l'aria salutare del Canale della Manica le avrebbe giovato. La scuola che Ellis e Muriel scelsero si trovava a Bexhill, sulla costa del Sussex, una zona piena di alberghi, collegi e campi da golf, nella convinzione che la costa potesse offrire un ambiente più sano del fumo e delle ciminiere di Londra alla loro figlia maggiore, la quale non si abbandonò alle emozioni e si impegnò nel lavoro intellettuale e manuale, in cui mostrò grande abilità di coordinazione. Fu nella Lindores School for Young Ladies che Rosalind Franklin si appassionò alla geometria, alla geografia, agli sport, ma soprattutto alla scienza, materia nella quale si forzava di essere la migliore della classe. Gli ultimi anni della sua carriera scolastica furono segnati dalla concomitante ascesa al potere in Germania di Adolf Hitler.
Nel gennaio del 1932, all'età di undici anni, Rosalind Franklin entrò a metà dell'anno alla St Paul, una scuola diurna nella zona occidentale di Londra composta da due istituti, uno maschile e uno femminile, nota per il suo rigore accademico, eccellente per una ragazza competitiva, ma non adatta per le ragazze timide e modeste come lei. Problemi con gli insegnanti, passione per la scienza, lo sport, i lavori da cucito e angoscia per i voti: lo schema del collegio risultò identico anche alla St Paul. Ma il suo pessimismo era infondato: vinse una borsa di studio della Senior Foundation, come era accaduto con la Junior, e la mantenne per tutto il tempo che trascorse alla St Paul. Vinse anche il premio di latino nel 1936. Dopo aver ottenuto il diploma di istruzione primaria, iniziò a frequentare la scuola superiore, dove poté concentrarsi sulle discipline che più la interessavano: chimica, fisica e matematica, pura e applicata. A sedici anni aveva infatti le idee già molto chiare, tanto che si può presumere si fosse già resa conto di ciò che Albert Einstein aveva faticosamente imparato a proprie spese: la scienza solleva in maniera distaccata, e senza lagne e mugugni, dalla valle di lacrime alle sfere della pace.

### L'esperienza universitaria a Cambridge
Gli ultimi suoi anni di scuola furono turbati dall'ascesa al potere in Europa di Adolf Hitler, che ebbe delle conseguenze anche su Londra. Dopo l'annessione dell'Austria nel marzo 1938, quando i nazionalsocialisti austriaci sollecitarono l'invasione dei tedeschi nel loro paese, il rivolo dei rifugiati ebrei in Inghilterra si trasformò in un fiume in piena. In quell'occasione fu testimone della comunione di intenti fra i suoi genitori, che si gettarono nell'opera di assistenza ai rifugiati. In questo clima si rese conto di essere stanca della scuola e che sarebbe valsa la pena di sostenere gli esami di ammissione in fisica e chimica. Entrò a 18 anni al Newnham college di Cambridge. Così, mentre il 30 settembre 1938 l'Inghilterra e la Germania hitleriana stipulavano il patto di Monaco e si cominciavano a scavare le prime trincee e a costruire i primi rifugi antiaerei, Rosalind lasciava Londra per Cambridge, una cittadina universitaria chiusa nel suo mondo, meno influenzata dalle vicende politiche.
La reputazione di cui Cambridge godeva sottopose Rosalind a uno studio intenso e le permise di accogliere con entusiasmo gli stimoli dell'ambiente universitario. Dopo essersi unita alla società matematica degli archimediani, ebbe modo di ascoltare i più grandi nomi della scienza di Cambridge, fra cui J.J. Thomson e J.B.S. Haldane, e partecipò a una riunione dell'Association of Scientific Workers, il cui presidente era Lawrence Bragg che, all'epoca, aveva condiviso il premio Nobel con il padre per aver utilizzato la diffrazione dei raggi X per determinare la struttura dei cristalli. Rosalind Franklin desiderava ardentemente acquisire quelle nozioni e quelle tecniche che avrebbero in seguito costituito la base di ogni sua attività lavorativa professionale. Nel 1938 il suo nemico fu il fascismo. Politicamente orientata a sinistra, scelse una via di mezzo tra i pacifisti e i comunisti.
Nelle settimane che seguirono la Notte dei cristalli (9-10 novembre 1938) Rosalind Franklin si irritò profondamente per l'indifferenza di Cambridge. Dopo il 24 agosto del 1939, data del patto di non aggressione nazisovietico, dopo una vacanza in Norvegia, Rosalind Franklin tornò in Inghilterra per frequentare il secondo anno a Cambridge. Dopo Bragg, negli anni trenta la cristallografia fu ulteriormente sviluppata a Cambridge da John Desmond Bernal, che perfezionò la classificazione dei gruppi spaziali, relativa alle 230 strutture in cui sono organizzati i sette sistemi noti di cristalli. Imparò a dedurre la struttura atomica dei cristalli e a individuare facilmente gli angoli migliori dai quali inviare i raggi X per ottenere un'efficiente diffrazione.
Nell'ottobre del 1940 Rosalind Franklin iniziò il suo ultimo e terzo anno in una posizione più solida di quanto avrebbe mai pensato. Avendo ottenuto il massimo dei voti nella prima parte degli esami, anche se il college fosse stato costretto a chiudere per gli sviluppi negativi della guerra, si sarebbe trovata in possesso di credenziali sufficienti per poter lavorare come chimico di guerra, dal momento che la seconda guerra mondiale stava producendo cambiamenti irreversibili nell'atteggiamento generale nei confronti delle donne e del lavoro. L'esperienza di Cambridge terminò con il conseguimento della laurea nel 1941, anche se non con il massimo dei voti.

### British Coal Utilisation Research Association
Tra il 1941 e il 1942 lavorò per Ronald Norrish. Durante la Seconda guerra mondiale lavorò alla British Coal Utilisation Research Association a Kingston upon Thames dall'agosto 1942, studiando la porosità del carbone. La sua attività contribuì a farle sorgere l'idea di fibre di carbonio molto resistenti, che fu poi la base del suo dottorato di ricerca del 1945 in chimica fisica - "The physical chemistry of solid organic colloids with special reference to coal and related materials" (La chimica fisica dei colloidi organici solidi con particolare riferimento al carbone e altri materiali connessi).

### Laboratoire central des services chimiques de l'État
Dopo la fine della guerra Franklin accettò un impiego a Parigi, offerto da Jacques Mering. Per quattro anni lavorò nella capitale francese, nel Laboratoire Central des Services Chimiques de l'Etat, per specializzarsi nella tecnica della diffrazione dei raggi X, un metodo usato per analizzare molecole di grandi dimensioni. È in Francia che incontrò Vittorio Luzzati, cristallografo esperto di raggi X, con il quale entrò in sintonia e che le diede contributi per la pubblicazione nel 1950 di un importante articolo, intitolato Interpretazione dei diagrammi diffusi a raggi X del carbonio, su Acta Cryst, la più importante rivista scientifica del momento. Nel marzo dello stesso anno si concesse una breve visita a Londra per andare a trovare un suo vecchio conoscente, il chimico John Coulson, al King's College.
Egli la presentò al direttore dei dipartimenti di fisica e biofisica, il professor John Randall che le promise di farla lavorare nel suo gruppo grazie a una borsa di studio triennale. Lì, secondo il responsabile delle borse di studio, avrebbe lavorato usando la diffrazione dei raggi x per studiare le proteine in soluzione e i cambiamenti strutturali che accompagnano la denaturazione delle proteine stesse. Se ne andò a Natale del 1950, dopo essere diventata una esperta sulla struttura del carbone e del carbonio. Si trasferì, quindi, al Wheatstone Physics Laboratory (unità di ricerca in biofisica), del King's College di Londra, diretto da Maurice Wilkins.

### IlKing's Collegedi Londra
Nel gennaio 1951 Franklin iniziò a lavorare come ricercatrice associata al King's College di Londra diretto da Maurice Wilkins e nell'Unità di Biofisica del Medical Research Council (MRC), diretta da John Randall. Anche se in origine avrebbe dovuto lavorare sulla diffrazione a raggi X di proteine in soluzione, entrò invece a far parte di quel gruppo di ricercatori del King's che si occupavano di analizzare la struttura di certe fibre biologiche, ossia quelle sul DNA, acido desossiribonucleico, la componente principale dei cromosomi e quindi dei geni. È in questo campo che lavorò con un suo studente, Raymond Gosling, e con Maurice Wilkins, coetaneo e specializzato in biofisica, con il quale non riuscì ad entrare in sintonia. La ricercatrice infatti era convinta di essere entrata al King's grazie alle precedenti esperienze e ai suoi personali successi e riteneva di dover condurre in autonomia le sue ricerche anche in quella nuova sede. Il collega Maurice invece, che aveva cominciato prima di lei, pensava che la neo arrivata fosse stata chiamata per affiancarlo e aiutarlo nel ruolo di ‘assistente esperta’.
Questa scarsa chiarezza nella definizione dei ruoli aveva portato i due ricercatori a non parlarsi. La vita di Rosalind Franklin, in questo periodo, risultò tutt'altro che felice: i rapporti umani con i colleghi erano difficili a causa del suo forte temperamento e della sua difficoltà ad aprirsi con le persone. Rivalità e ambizioni si scontravano contro un diffuso maschilismo che tendeva al separatismo fra uomini e donne e alla pretesa di un comportamento ancillare da parte di queste ultime nei confronti degli scienziati maschi. Rosalind Franklin, invece, era una donna determinata, sofisticata e, in particolare, di origine ebrea, inserita in un bigotto mondo londinese che contrastava con la spensieratezza e la libertà offertale negli anni trascorsi a Parigi. I suoi studi le permisero comunque di mettere a punto una tecnica innovativa che utilizzava i raggi X per fotografare i costituenti di tutti i materiali viventi e non viventi. Il dispositivo consisteva in una microcamera capace di produrre fotografie ad alta definizione dei singoli filamenti di DNA.
Nel frattempo, nel maggio del 1951, Wilkins sostituì Randall in un convegno tenutosi alla Stazione Zoologica Anton Dohrn a Napoli. Lì il biofisico cercò di chiarire al pubblico internazionale ivi riunito il motivo per cui al King's College i ricercatori si stavano dedicando così intensamente allo studio degli acidi nucleici. "Quando la materia vivente viene cristallizzata -disse- è possibile osservare la disposizione delle molecole che la compongono, e questo può portare alla comprensione della struttura del gene". Tra il pubblico riunitosi in quella occasione c'era anche James Watson, dottore a soli 23 anni, il cui intento, insieme a Francis Crick con il quale lavorava presso il laboratorio Cavendish retto da Lawrence Bragg, era quello di capire in che modo il gene svolgeva il suo compito nella replicazione e che a breve avrebbe ostacolato tutto il gruppo del King's.

### La prima importante scoperta:le forme A e B del DNA
Il lavoro assiduo e proficuo permise a Franklin di partecipare nel giugno del 1951 al secondo congresso di Stoccolma, nel quale poté assistere al resoconto di una scoperta trionfale da parte del fisico Pauling: l'alfa elica, la più importante struttura regolare presente nelle proteine, che permette alle catene di formare degli angoli. Questo incontro la spronò a effettuare ricerche più approfondite sviluppando immagini sempre più nitide del DNA dalle quali riuscì ad ottenere la sua prima importante scoperta in questo campo: esistevano due forme di DNA. Quando era idratata la fibra diventava lunga e più sottile, bagnata o paracristallina (forma B); quando invece veniva messa a contatto con un agente disidratante, asciutta, cristallina, riprendeva la sua forma iniziale (forma A).
Questo risultato fu essenziale per la grande scoperta che attendeva gli scienziati. La sua abilità nell'allestire i preparati chimici, e nell'analisi ai raggi X, aveva fornito la prima chiara immagine del DNA che John Desmond Bernal definì "tra le più belle fotografie a raggi X di qualsiasi sostanza mai scattate", nella forma che la molecola assume quando si apre per replicarsi. Il lavoro sul DNA fu successivamente diviso tra Franklin e Wilkins: la prima analizzò la forma 'A', mentre il secondo studiò la forma 'B'. Entro la fine del 1951 era stata generalmente accettata al King's College che la forma 'B' del DNA fosse una spirale, ma si dubitava fortemente che la forma 'A' del DNA avesse una struttura ad elica.

### Rapporto tra Franklin, Watson e Crick ela foto numero 51
Le scoperte di Rosalind Franklin, a sua insaputa, furono rivelate da Wilkins, con il quale aveva praticamente chiuso ogni tipo di rapporto, a Crick e Watson. I due cercarono di carpirgli qualche notizia approfittando soprattutto del fatto che, per quanto ne sapeva Wilkins, nessuno al Cavendish stava lavorando con il DNA. È nel novembre del 1951 che i due diedero vita a un primo modello di DNA tenendo conto dei suggerimenti dati da Wilkins e dalle riflessioni della giovane Rosalind, la quale però fu pronta a rilevare un grossolano errore: dov'era l'acqua? Gli ioni sodio che essi avevano erroneamente collocato all'esterno sarebbero stati inclusi in guaine d'acqua, e perciò non avrebbero potuto essere disponibili per formare il legame.
In seguito a questo fiasco, cercò di studiare al meglio il DNA e lo poté fare grazie alla foto scattata tra il 1º e il 2 maggio, chiamata foto numero 51: essa mostrava una vera e propria X, formata da strisce nere simili al manto di una tigre che si irradiavano al centro della periferia. Era una delle immagini più nitide ottenute e mostrava indiscutibilmente un'elica. In base a ciò, all'analisi del riscoperto epistolario della scienziata e sulla base di interviste ai protagonisti della storia della scoperta della struttura del DNA, si è venuta a formare l'ipotesi che fu proprio Franklin l'effettiva scopritrice della morfologia a elica del DNA.

### L'eroina mancata della scoperta del DNA
Nonostante i suoi successi e i suoi intensi studi Rosalind decise nel giugno dello stesso anno di lasciare il King's per trasferirsi al Birkbeck College, presso il laboratorio di cristallografia del professor Bernal, nel quale Wilkins continuò a lavorare da solo e poté attribuirsi i meriti di una grande scoperta. Anche un altro scienziato, classe 1901, lavorava alla stessa ricerca, Linus Pauling e faceva sapere di essere oramai arrivato alla soluzione dell'enigma del DNA (ma non era vero, perché il suo modello ipotizzava erroneamente una tripla elica). Occorreva fare presto, se si voleva arrivare primi. Intanto James Dewey Watson prese contatti con Wilkins, il quale gli mostrò delle copie di fotografie in parte scattate dalla Franklin (che lui aveva riprodotto di nascosto), in particolare la foto numero 51, ottenuta però da Raymond Gosling.
Il lavoro di Rosalind fu pubblicato in una serie di articoli dedicati all'argomento delle sue ricerche, ma fu il terzo della serie, preceduto da quelli di Francis Crick e James Dewey Watson, che avevano utilizzato i dati da lei ottenuti per formulare l'ipotesi riguardante la struttura del DNA nel 1953. Francis Crick, Maurice Wilkins e James Dewey Watson ricevettero l'ambito premio Nobel, mentre il lavoro di Rosalind Franklin non ottenne grandi riconoscimenti durante la sua vita.
Intanto Rosalind Franklin continuò le ricerche ottenendo ulteriori importanti risultati: aveva trovato il modo per spiegare i rapporti di Erwin Chargaff, dichiarando che le citosine e le guanine erano intercambiabili, così come anche le adenine e le timine. Questa intercambiabilità le fece intuire che, per spiegare la specificità biologica del DNA, potessero esistere infinite varietà di sequenze nucleotidiche. Nel corso di due anni, lavorando in isolamento, fatta eccezione per Gosling, in un campo per lei ancora nuovo, Rosalind Franklin era giunta vicina a trovare la risposta alla domanda scientifica. Aveva inoltre fornito, inconsapevolmente, dati essenziali a coloro che ebbero in seguito due brillanti lampi di genio - disponendo in senso antiparallelo catene e paia di basi - e che risolsero il problema. Il 25 aprile del 1953 fu pubblicato sulla rivista Nature l'articolo dei due ricercatori del Cavendish, Watson e Crick, che anticiparono pertanto il King's College, e dello stesso Wilkins. Oltre a A structure for deoxyribose nucleic acid, comparvero sulla rivista anche altri due articoli: uno di Wilkins e dei suoi collaboratori Stokes e Wilson e un altro della Franklin e del suo migliore studente Gosling, con il quale tre mesi più tardi pubblicò una conferma dell'elica nella forma in A.

### IlBirkbeck, i viaggi, e la malattia della giovane Franklin
Incurante della poca riconoscenza dimostratale e mostrando stima nei confronti di Watson e Crick, Rosalind Franklin decise di fare un viaggio in Israele per poi recarsi al Birkbeck, presso il quale cominciò a concentrarsi sul virus del mosaico del tabacco (TMV), una ricerca volta a comprendere il meccanismo dell'infezione virale durante il quale il virus inietta se stesso nella cellula ospite. Nonostante la sua riservatezza, asprezza e diffidenza, per la prima volta Rosalind Franklin riuscì a stringere buoni rapporti con i suoi neo colleghi tra cui Klug, Arthur Holmes, James Watt e Caspar, con i quali scoprì che l'analisi della struttura del TMV mostrava delle subunità proteiche disposte, attorno al foro centrale, nelle quali era incastrato l'RNA, che si presentava avvolto al suo solco centrale come un filo arrotolato.
A parte la preoccupazione per gli ingenti finanziamenti che servivano al suo lavoro, Rosalind Franklin era al culmine della sua carriera, e se ne compiaceva. Piovevano inviti ovunque, e la sua rete di contatti era ampia, per non parlare del flusso continuo di articoli e di un lungo ciclo di conferenze per tutto l'anno del 1956. Fu però proprio durante un viaggio in America che la scienziata fu colpita da forti dolori al basso ventre; all'inizio di settembre fu ricoverata allo University College Hospital per l'analisi di una massa addominale. L'operazione del 4 settembre rivelò, come il professor J. Nixon aveva previsto durante una visita, un referto istologico infausto, con presenza di due tumori. Nixon definì le dimensioni del tumore all'ovaio destro simili a quelle di una palla da croquet, aggiungendo che il tumore all'ovaio sinistro era grande quanto una palla da tennis.
Dopo essersi sottoposta all'operazione, preoccupata di trascurare il suo lavoro, continuò a recarsi in laboratorio per preparare campioni, asciugare i suoi gel, trasformarli in cristalli per la macchina fotografica a raggi X e confrontare i dati ottenuti da diverse varietà. Pubblicò con costanza: nel 1956 aveva pubblicato sette lavori, mentre nel 1957 erano in fase di stesura sei articoli che riguardavano principalmente i virus, tra cui la poliomielite. La lotta con la malattia terminò il 16 aprile del 1958. La sua morte fu annunciata sul Times, sul New York Times, oltre che su Nature.

### Il necrologio di Bernal
L'ammirazione che J.D. Bernal aveva sempre nutrito per Rosalind Franklin fu espressa in un necrologio che fu pubblicato sul Times il 19 aprile. Bernal scrisse: "Come scienziata, Miss Franklin si è distinta per l'estrema chiarezza e per l'eccellenza con cui ha svolto il suo lavoro in ogni campo al quale si è dedicata. Le sue fotografie sono fra le più belle immagini ai raggi X mai ottenute di una sostanza". E, affrontando il tema del merito per la scoperta della doppia elica del DNA, disse: "In questa stretta collaborazione fra gli istituti di Cambridge e Londra, è difficile individuare tutti i contributi forniti dai singoli ricercatori, ma ciò con cui Miss Franklin contribuì fu la tecnica di preparazione e di acquisizione dei diffrattogrammi ai raggi X delle due forme idratate dell'acido desossiribonucleico, nonché l'applicazione dei metodi analitici basati sulle funzioni di Patterson con cui dimostrò che la struttura veniva descritta meglio da una doppia elica di nucleotidi, nella quale gli atomi di fosforo giacciono all'esterno".

### Dopo la morte
Nell'autobiografia di Watson La doppia elica, pubblicata nel 1968 e scritta dopo il conseguimento del Nobel nel 1962 assieme a Crick e Wilkins, Franklin viene descritta come “la terribile e bisbetica Rosy”, una donna non attraente e dal carattere pessimo, molto gelosa del proprio lavoro, che trattava gli uomini come ragazzini cattivi e che vestiva da liceale. Questo fatto evidenzia l'esistenza di screzi tra i due scienziati. Mary Ellmann, il cui libro Riflessioni sulle donne fu pubblicato nello stesso anno del testo di Watson, contribuì a fondare la critica letteraria femminista, accusò La doppia elica di misoginia. In The Yale Review derise la pretesa di rappresentare "lo scienziato come essere umano, alle prese con i geni al mattino e con le donne la sera", e commentò con sarcasmo che "l'unica contraddizione in questo equilibrio perfetto è costituita da Rosalind Franklin, la donna capace di studiare il DNA come un uomo. Perché mai non si è accontentata di fare l'assistente di Wilkins (e, per suo tramite, di Crick e Watson)?".
Nei decenni successivi, il mito dell'eroina trattata ingiustamente si è esteso, alimentato dalla sua precoce morte. Rosalind Franklin è diventata il simbolo della posizione di inferiorità delle donne nel pantheon della scienza fino a qualche tempo fa. Quindici anni dopo la sua pubblicazione, Watson stava ancora giustificando le proprie azioni come, ad esempio, quando scrisse: "Come sapete, le leggende narrano che io e Francis abbiamo rubato la struttura ai ricercatori del King's. Mi avevano mostrato il difrattogramma ottenuto ai raggi X da Rosalind Franklin: wow! Era un'elica! Ed ecco che un mese dopo avevamo la struttura; Wilkins non avrebbe mai dovuto mostrarmi la foto".
Quella di Rosalind Franklin autentica scopritrice del DNA ma defraudata perché donna è però un mito. Un articolo pubblicato nel 2023 sulla rivista scientifica Nature ha fatto il punto sulla questione, spiegando che la scoperta fu dovuta ad un lavoro collettivo, che comprendeva Watson, Crick, Wilkins, Franklin ed anche Raymond Gosling. Ognuno partecipò alle ricerche ed alle elaborazioni del modello, con diverse competenze e funzioni. Watson e Crick stessi riconobbero per iscritto l'importanza del lavoro di Franklin. Non avvenne un furto intellettuale e non fu negato il ruolo di Franklin, contrariamente alle versioni deformanti che circolarono per decenni. Rosalind Franklin partecipò alla scoperta del DNA, però indirettamente. Watson e Crick arrivarono autonomamente ad elaborare un modello teorico, poi trovarono nei dati raccolti da Wilkins e Franklin la conferma. Quando il Nobel fu infine assegnato, Franklin era già morta e non poté certo esserle assegnato, a differenza degli altri tre scopritori.

## Pubblicazioni
- Rosalind E. Franklin, Influence of the Bonding Electrons on the Scattering of X-Rays by Carbon, «Nature» 165, 71-72 (14 gennaio 1950)
- Rosalind E. Franklin, R. G. Gosling, Molecular Configuration in Sodium Thymonucleate, «Nature» 171, 740-741 (25 aprile 1953)
- Rosalind E. Franklin, R. G. Gosling, Evidence for 2-Chain Helix in Crystalline Structure of Sodium Deoxyribonucleate, «Nature» 172, 156-157 (25 luglio 1953)
- Rosalind E. Franklin, Structure of Tobacco Mosaic Virus, «Nature» 175, 379-381 (26 Feb 1955)
- Rosalind E. Franklin, Barry Commoner, Abnormal Protein Associated with Tobacco Mosaic Virus: X-Ray Diffraction by an Abnormal Protein (B8) associated with Tobacco Mosaic Virus, «Nature» 175, 1076-1077 (18 giugno 1955)
- Rosalind E. Franklin, Homogeneous and Heterogeneous Graphitization of Carbon, «Nature» 177, 239-239 (4 febbraio 1956)
- Rosalind E. Franklin, Structure of Tobacco Mosaic Virus: Location of the Ribonucleic Acid in the Tobacco Mosaic Virus Particle, «Nature» 177, 928-930 (19 maggio 1956)
- A. Klug, J. T. Finch, Rosalind E. Franklin, Structure of Turnip Yellow Mosaic Virus, «Nature» 179, 683-684 (30 marzo 1957)
- J. D. Watt, Rosalind E. Franklin, Changes in the Structure of Carbon during Oxidation, «Nature» 180, 1190-1191 (30 novembre 1957)
- P.J.F. Harris, Rosalind Franklin's work on coal, carbon, and graphite, «Interdisciplinary Science Reviews» 26, 3, 204-210 (marzo 2001)
- (EN) D. H. Bangham e Rosalind E. Franklin, Thermal expansion of coals and carbonised coals, in Transactions of the Faraday Society, vol. 42, 1946,  pp. B289, DOI:10.1039/tf946420b289. URL consultato il 16 aprile 2025., retrieved 14 January 2011 from The Rosalind Franklin Papers, in "Profiles in Science", at National Library of Medicine
- R.E. Franklin (1950), "On the structure of carbon", Journal de Chimie Physique et de Physico-Chimie Biologique 47 (5,6): 573–575, retrieved 14 January 2011 Per National Library of Medicine above. Citation count 16. Note: this journal ceased publication in 1999
- R. E Franklin, A rapid approximate method for correcting low-angle scattering measurements for the influence of the finite height of the X-ray beam, in Acta Crystallographica, vol. 3, n. 2, 2 marzo 1950,  pp. 158–159, DOI:10.1107/S0365110X50000343. URL consultato il 16 aprile 2025. Citation count 15
- (EN) Rosalind E. Franklin, Influence of the Bonding Electrons on the Scattering of X-Rays by Carbon, in Nature, vol. 165, n. 4185, 1950-01,  pp. 71–72, DOI:10.1038/165071a0. URL consultato il 16 aprile 2025. citation count 1
- (EN) Crystallite growth in graphitizing and non-graphitizing carbons, in Proceedings of the Royal Society of London. Series A. Mathematical and Physical Sciences, vol. 209, n. 1097, 23 ottobre 1951,  pp. 196–218, DOI:10.1098/rspa.1951.0197. URL consultato il 16 aprile 2025. Citation count 513. Downloadable free from doi site, or alternatively from The Rosalind Franklin Papers collection at National Library of Medicine
- (EN) Rosalind E. Franklin e R. G. Gosling, Molecular Configuration in Sodium Thymonucleate, in Nature, vol. 171, n. 4356, 25 aprile 1953,  pp. 740–741, DOI:10.1038/171740a0. URL consultato il 16 aprile 2025., PMID 13054694, retrieved 15 January 2011 Reprint also available at Resonance Classics